# France Nuyen
France Nuyen Vannga, fransk skådespelerska, född 31 juli 1939 i Marseille, Bouches-du-Rhône, Frankrike.
France mest kända filmer är troligen The Joy Luck Club från 1993 och South Pacific från 1958. Hon har varit ihop med den amerikanske skådespelaren Marlon Brando under 1960-talet.
France har vietnamesiska rötter.

## Filmografi
- 2003 - The Battle of Shaker Heights
- 1997 - A Smile Like Yours
- 1995 - OP Center
- 1993 - The Joy Luck Club
- 1990 - Write to Kill
- 1973 - Battle for the Planet of the Apes
- 1973 - Horror at 37,000 Feet
- 1964 - Man in the Middle
- 1963 - Diamond Head
- 1958 - In Love and War
- 1958 - South Pacific